# FC Belize
Football Club Belize – nieistniejący już belizeński klub piłkarski. Klub miał siedzibę w Belize City. Swoje mecze rozgrywał na stadionie MCC Grounds, który może pomieścić 7.500 widzów.
Do największych osiągnięć klubu należy:
- Dwukrotne mistrzostwo kraju, w latach 2006, 2007.

## Trenerzy
- Marvin Ottley (2005–2006)[1][2]
- Anthony „Willie Bo” Bernard (2007–2010)[3][4][5]
- Ian Jones (2011)
- Anthony „Willie Bo” Bernard (2011)[6]
- Marvin Ottley (2012–2013)[7][8]
- Fred Garcia Jr. (2013–2014)[8][9]
- David Lima (2016)[10]
- Anthony „Willie Bo” Bernard (2016)[11]
- David McCaulay (2017)[12]